# بلکبرن، وست لوتیان
بلکبرن، وست لوتیان (به انگلیسی: Blackburn, West Lothian) یک شهرک در اسکاتلند است که در لوتیان غربی واقع شده‌است. بلکبرن ۴٬۷۶۱ نفر جمعیت دارد.